# Státní historické muzeum v Kutaisi
Státní historické muzeum v Kutaisi (gruzínsky ქუთაისის სახელმწიფო ისტორიული მუზეუმი) představuje jedno z hlavních muzeí v uvedeném gruzínském městě. Oficiálně nese název po Niku Berdzenišvili. Sídlí v centru města na rohu ulic Alexandra Puškina a Cereteli.
Vzhledem ke své rozsáhlé vědecké knihovně a laboratoři je považováno za jednu z významnějších institucí svého typu v Gruzii. Muzeum vydává svůj pravidelný časopis s názvem Chidi (most).

## Sbírky
Muzeum shromažďuje okolo 150 000 předmětů, zahrnuje archeologické předměty (nejstarší až z doby bronzové), historické mince a předměty z období středověku, včetně např. kolchidských seker, bronzových spon zdobených stylizovanými obrazy zvířat z dob před naším letopočtem apod. V rukopisném fondu je uloženo až 800 knih, zejména původem z kostelů a klášterů v západní Gruzii. Je zde také osm rukopisů z cyklu Muž v tygří kůži a rukopis Surhana Saly Obiernaliho.
Součástí muzea jsou i osobní archivy známých gruzínských osobností veřejného života, jako např. Kirile Lortikipanidze, Giorgi Zdanovič, Alexander Garsenvanišvili, Dimitri Nazarišvili, David Mešchi, Trifon Džaparidze a další.
Unikátní je bronzová socha muže nalezená poblíž vesnice Fersati, dále bronzová socha ženy z vesnice Geguti. Z numismatické sbírky je zvlášť hodnotná kolchidská didrachma z 5. století. Vystaveny jsou také kolchidské drachmy ze 6. – 3. století před naším letopočtem a další.
Etnografická část obsahuje bohaté sbírky fragmentů a předmětů ze dřeva, kovu, keramiky, kůže, skla a textilií. Zachovány jsou zde celé dřevěné dveře z 19. století z kostela Lache s namalovanými biblickými příběhy. Dále je zde umístěna řada církevních předmětů a v neposlední řadě i pušek a dalších historických zbraní. Některé exponáty jsou také původem z klášterů Gelati a Mocameta.

## Historie
Pobočka gruzínské historické a etnografické společnosti byla v Kutaisi založena v roce 1912. Malá sbírka byla původně umístěna v domě Grigora Gvesialaniho, budoucího ředitele muzea.
Muzeum bylo zřízeno v letech 1921 až 1922 v bývalé budově národní banky. Jeho prvním ředitelem byl Trifon Džaparidze. Do nové budovy bylo přemístěno v roce 1948, současná stavba je již třetí, ve které se tato instituce nachází. Budova byla rekonstruována v roce 2006.